# Toxine diphtérique
 (novembre 2019).
Si vous disposez d'ouvrages ou d'articles de référence ou si vous connaissez des sites web de qualité traitant du thème abordé ici, merci de compléter l'article en donnant les références utiles à sa vérifiabilité et en les liant à la section « Notes et références ».

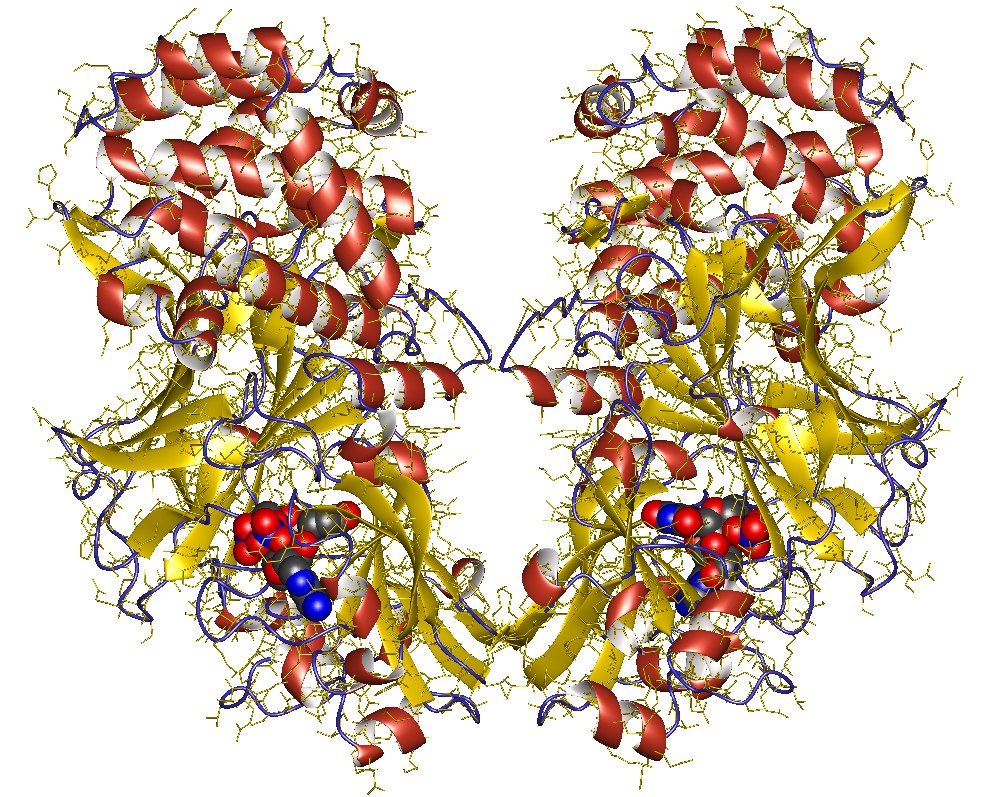
Dimère de toxine diphtérique de corynephage β.

La  toxine diphtérique est une exotoxine responsable de la diphtérie. Elle est produite par les trois espèces bactériennes du complexe diphteriae : Corynebacterium diphtheriae, Corynebacterium ulcerans et Corynebacterium pseudotuberculosis. Cette maladie fut la plus grande cause de mortalité infantile vers la fin du XIXe siècle et fut aussi la cause de plusieurs épidémies majeures. La découverte de l’anatoxine de Ramon (un vaccin) a permis de réduire significativement la propagation de la maladie menant à une presque éradication de la pathologie. On a cependant noté une hausse des cas recensé vers les années 1990 dans les pays de l’ex-URSS chez les adultes

## Description de la protéine
La toxine diphtérique (TD), dont l'existence fut conjecturée en 1884 par Friedrich Löffler et démontrée en 1888 par Émile Roux et Alexandre Yersin, est une puissante exotoxine protéique produite généralement par Corynebacterium diphtheriae. Cette toxine est codée par un phage (virus qui parasite une bactérie).
Contenant 538 acides aminés, elle est synthétisée sous forme d’un peptide précurseur de 62 kDa  qui est activé par clivage en deux sous-unités A et B (associées par un pont disulfure) : 
- Sous unité B : fixation de la toxine sur le récepteur cellulaire,
- Sous unité A : le support de l’activité toxique.

## Morphologie de la bactérie associée:Corynebacterium diphtheriae

Corynebacterium diphtheriae

La bactérie Corynebacterium diphtheriae possède les caractéristiques morphologiques suivantes :
- bacille de type Gram +,
- de forme droites ou incurvés, en haltères et en palissade,
- arrangement en amas ramifiés s’apparentant à des lettres chinoises,
- immobile,
- dépourvue de capsule et de spores.

Sa paroi riche en lipides lui confère une résistance à la phagocytose lui permettant de ne pas être affectée par les barrières physiques de l’organisme (peau, muqueuses, etc.).
De plus le gène tox codant la toxine diphtérique est introduit dans la souche de C. diphtheriae par un bactériophage lysogène (β-phage). Sans la présence de ce gène, la toxine sera de forme inactive.[pas clair].
Une autre caractéristique intéressante de cette maladie est que l’être humain est l’unique réservoir de cette bactérie. Donc aucune transmission d’animaux à l’homme et vice-versa n’est possible.

## Famille de protéines
La toxine diphtérique est une exotoxine qui fait partie de la famille des toxines à mode d’action intracellulaire, (toxines AB) ce type de toxine  doit d’abord interagir avec la membrane des cellules : dans le cas de la diphtérie elle agit sur celles situées dans les voies respiratoires supérieures.
Les toxines AB sont généralement organisées en deux domaines : un domaine catalytique A qui porte l’activité toxique, et un domaine B qui quant à lui, permet l’attachement à la cellule cible. Point important à souligner : le domaine catalytique  de la toxine diphtérique fait partie de la famille des ADP ribosyl transférase active.

## Structure et fonction protéine diphtérique

Toxine diphtérique 2

La toxine diphtérique (TD) est une exotoxine protéique de 62 kDa.
Une analyse Corynebacterium dans la banque de données Protein avec le logiciel Related structures, montre clairement trois domaines distincts dans cette pro-enzyme :
- Chaîne R : qui permet la fixation aux récepteurs,
- Chaîne T : qui permet la translocation à travers la membrane endosomale,
- Chaîne C : domaine enzymatique ou catalytique.

Le domaine R (aussi appelé sous- unité B) est situé à la partie C-terminale de la toxine diphtérique tandis que le domaine C (généralement appelé sous- unité A) est situé vers la partie N-terminale. La raison pour laquelle il y a deux appellations différentes pour les domaines est que la découverte de cette toxine est significativement ultérieure (environ 120 ans plus tôt) à la compréhension du mécanisme d’action de la toxine. Il est en effet plus simple d’expliquer le fonctionnement de la toxine à l’aide de trois domaines actifs contrairement à deux.

### Fonctions des différents domaines

#### Le domaine R
Son rôle essentiel est de s’amarrer à la membrane cellulaire. Pour ce faire il doit se fixer chronologiquement à ces trois molécules : 
- le récepteur cellulaire : le pro-HB-EGF (heparin-binding EGF-like growth factor),
- le co-récepteur CD-9,
- HSPG (heparin-sulfate-proteolglycan)

La fixation sur le récepteur cellulaire permet à la furine de cliver la toxine en ses deux sous-unités A (le domaine C) et B (le domaine R).
Les 2 sous-unités restent associées grâce à un pont disulfure. Ce clivage permet l’activation de la toxine diphtérique. Il ne faut pas oublier que c’est uniquement la sous-unité A qui possède l’activité enzymatique. 
Après interaction avec son récepteur cellulaire, la toxine peut s’introduire dans le récepteur par endocytose.

#### Le domaine T
C’est la partie centrale de la toxine diphtérique qui permet une translocation. 
Son action, sous l’influence d’une baisse du pH de l’endosome, consiste en une translocation de la toxine avec le domaine T au niveau de la membrane de l’endosome. La conséquence en est la libération du domaine C dans le cytoplasme de la cellule cible.                     

#### Le domaine C
C’est la partie active de la toxine diphtérique.
La toxine diphtérique est une ADP ribosyl transférase activement dirigée contre le facteur EF2.
Normalement, la cible de l’ADP-ribosylase est le transfert d’un ADP-ribose d’un NAD+ à un substrat qui au niveau des voies respiratoires supérieures, se concentre sur le facteur EF2. Ce dernier, en présence de GTP, est un des facteurs d’élongation de la biosynthèse des protéines dans les cellules eucaryotes. En résumé, il permet la division cellulaire. 
L’inhibition de la biosynthèse des protéines due à l’action de la toxine, est à l’origine de la mort de la cellule, puisqu’elles ne sont plus capables de se diviser.

## Pathologies associées

### Épidémiologie
La diphtérie est très rare dans la société nord-américaine où l’on n’a dénoté aucun cas depuis 1998 : cela est dû à la vaccination systématique des enfants. De nos jours, la diphtérie reste présente dans les régions où la vaccination n’est pas administrée à tous les enfants. Le mode de transmission s’effectue par les sécrétions rhinopharyngées des malades ou des porteurs asymptomatiques. 
La bactérie peut entraîner deux types de pathologies : l’une plus fréquente et l’autre plus rare.

#### Premier type: l’angine diphtérique pseudo-membraneuse: la diphtérie (la plus commune)
Elle est due à la multiplication de C. diphtheriae au niveau du pharynx. La toxine diphtérique est responsable de la nécrose de l’épithélium et d’une réaction inflammatoire aboutissant à la formation d’une fausse membrane qui recouvre le voile du palais et les amygdales. 
Lorsque la bactérie est seulement localisée au pharynx, les symptômes sont : maux de gorge, fièvre, formation d'un exsudat gris-blanc qui se développe dans la gorge (suffocation), malaise général et d’un œdème au cou.
Lorsque l’exotoxine diffuse par voie sanguine, les symptômes seront plus sévères : atteinte du système nerveux entraînant des paralysies, de l’arythmie cardiaque et même dans certains cas, le coma et le décès.

#### Deuxième type: diphtérie cutanée (plus rare)
Dans ce cas-ci, la bactérie infecte la peau, le plus souvent dans une blessure ou une lésion où la circulation de la toxine dans l’organisme est minimale.
La bactérie cause des ulcères recouverts d’une membrane grisâtre et lents à guérir. 
On a observé des cas de la forme respiratoire provoqués par contact avec une personne atteinte de diphtérie cutanée (transmission d’un type à l’autre).
Il faut souligner qu’une souche non toxigénique peut être convertie en souche toxigénique par l’action du bactériophage lysogène « b-phage ».

### Diagnostic
Le diagnostic de la diphtérie est avant tout clinique et doit entraîner d’urgence un traitement spécifique. Les résultats du laboratoire de microbiologie amènent seulement la confirmation du diagnostic car l’identification du C. diphtheriae demande environ 7 jours.
La plupart des laboratoires de microbiologie n’ont jamais eu de cas de C. diphtheriae et ne tiennent pas le milieu sélectif Tinsdale (milieu dans lequel on isole la bactérie) en réserve. 
La preuve formelle du diagnostic est possible grâce à la mise en évidence de la toxine. Pour ce faire, il existe deux différents tests : 
- le test d’Elek : la toxine est recherchée par immuno-précipitation avec un sérum anti-diphtérique,
- le test PCR : détection du gène tox codant la toxine.

## Traitements curatifs et prévention
Deux types de traitements existent contre la maladie (curatifs et préventifs).

### Traitements curatifs
Il s’agit d’une injection aussi précoce que possible de sérum antitoxique purifié par voie intramusculaire dans le but de limiter les lésions cellulaires.
Suivra un traitement antibiotique complémentaire à base de pénicilline ou d’érythromycine, pour arrêter la production de toxine et l’élimination de C. diphteriae car il est sensible à la majorité des antibiotiques.

### Traitement préventif
La vaccination systémique des nourrissons avec l’anatoxine de Ramon (toxine inactive), comme traitement préventif, a permis la presque éradication à l’échelle mondiale.
L’anatoxine est une toxine qui a perdu sa capacité de fixation et son activité enzymatique tout en conservant son pouvoir immunogène. Cette vaccination est sans contre-indication pour les femmes enceintes et les personnes immunodéprimées.

## Recherche expérimentale avec la vitamine C
De nouvelles études tendent à démontrer qu’il existe une relation entre le métabolisme de la vitamine C et certains états infectieux.
Normalement le taux de vitamine C se trouve réduit au cours d’une infection. Cependant, des expériences préliminaires, ont montré que la vitamine C joue un important rôle dans la défense de l’organisme contre certains agents infectieux ou leurs toxines.
Les conclusions de l’étude ont démontré que sur des sujets animaux, ceux qui présentait un fort taux de vitamine C dans leur organisme voyait leur résistance s’accroître face à la toxine diphtérique comparativement à ceux qui étaient soumis à un régime pauvre en acide ascorbique.